# Raúl Delgado
Segundo Raúl Delgado Guerrero (San Juan de Pasto, 5 de septiembre de 1958) es un administrador público y político colombiano. Ha sido alcalde de Pasto, (2004 a 2007), gobernador del departamento de Nariño, (2012-2015) viceministro del interior durante el gobierno de Juan Manuel Santos. Desde octubre de 2022 se desempeña como director de la Agencia de Renovación del Territorio en el gobierno de Gustavo Petro.

## Biografía
Raúl Delgado, hizo sus estudios primarios en la escuela rural mixta La Victoria,  posteriormente cursó su bachillerato en el Liceo de la Universidad de Nariño y, tras obtener el primer resultado entre los aspirantes al grado quinto de la Escuela Normal Nacional, se graduó como maestro por la misma en 1974. 
Se formó en la Escuela Superior de Administración Pública, fue secretario de relaciones internacionales de la Federación Colombiana de Educadores.